# 제31회 모스크바 국제 영화제
제31회 모스크바 국제 영화제는 2009년 6월 19일에 열린 시상식이다.

## 수상 및 후보

### 대상
- 어리석은 뻬짜 - 니콜라이 도스탈 수상

### 심사위원특별상
- 기적 - 알렉산드르 프로슈킨 수상

### 여우주연상
- 멜로디 포 더 바렐-오르간 - LENA KOSTYUK 수상

### 남우주연상
- 제6병동 - 블라디미르 일린 수상

### 감독상
- 노라없는 5일 - 마리아나 체닐로 수상

### 새로운 시선상
- 컨플릭 존 - 바노 부르둘리 수상

### 러시아평론가협회특별언급
- 더 미싱 퍼슨 - 노아 부쉘 수상

### 러시아비평가상(경쟁)
- 애즈 갓 커맨즈 - 가브리엘 살바토레 수상

### 러시아비평가상(퍼스펙티브 경쟁)
- 이벤트 - 안드레이 에스파이 수상

### 월드시네마 공로상
- REZO CHKHEIDZE 수상

### 새로운 시선 경쟁
- 침묵 - 욜킨 투이치에브
- 딜버스 에이트 데이즈 - 세말 산
- 레이디 위드 더 리틀 독 - 줄리이 콜턴
- 컨플릭 존 - 바노 부르둘리
- 퍼퍼디 - 로드리고 벨롯
- 코마 - 러드비그 버스트
- 더 문 - 던칸 존스
- 부적응자들 - 브란코 슈미트
- 제1부대, 진실의 순간 - 아시노 요시하루
- 라스트 컨버세이션 - 노우드 히르켄스
- 이벤트 - 안드레이 에스파이
- 본디드 패럴러스 - 호바네스 갈스티안
- 유 윌 비 마인 - 소피 랠로이

### 세계 영화
- English Strawberries - Vladim? Drha
- 빅토리아 데이 - 데이빗 베즈모지스
- 크레이체르 소나타 - 버나드 로즈
- Perestroika - Slava Tsukerman
- 천사에게 보내는 편지 - 에르멕 쉬나르바예프
- 천국에서의 6분 - 제니퍼 코넬리
- 8 - 제인 캠피온 외7명
- $9.99 - 타티아 로젠탈
- 아델라 - 아돌포 알릭스 주니어
- ATHENS - Nikos Panayotopoulos
- 라 보엠 - 로버트 돈헴
- 룩킹 포 팰라딘 - 안드레 크라코프스키
- 돌아온 탕아 - 나리네 머크르트찬
- A Whole Life Ahead - 파올로 비르지
- 새벽의 경계 - 필립 가렐
- 투 라인스 - 셀림 에브시
- 나무 - 카를로스 세라노 아즈코나
- Days of Boredom - Abdellatif Abdelhamid
- 로토르 - 패트릭-마리오 버나드 외1명
- News from ideological antiquity. Marx - 알렉산더 클루게
- 모험 - 장-클로드 브리소
- 클라라 - 헬마 잔더스-브람스
- DYING OR FEELING BETTER - 로랑스 페레라 바르보자
- 마닐라 - 아돌포 알릭스 주니어 외1명
- 언스포컨 - 피엔 트로치
- LOVEBIRDS - Christine Dory
- Normal - Julius Sevcik
- 일 파파 디 지오반나 - 푸피 아바티
- 파리 36 - 크리스토퍼 파라티에
- 보복 - 괴츠 스필만
- HORN OF PLENTY - 후안 카를로스 타비오
- 라임라이프 - 데릭 마티니
- 노스페이스 - 필립 슈톨츨
- 곧 돌아오겠음 - 솔베이그 안스팍
- 스노우 - 아이다 베기츠
- 카이펙 머더 - 에스터 그로넨보른
- 카멜레온(영어판) - 크리스티나 고다
- 엘피 브리스트 - 헤르민 훈트게부르스

### 갈라 상영
- 바토리 - 유라이 야코비스코
- 하얀 리본 - 미카엘 하네케
- 셰리 - 스티븐 프리어스
- 캐딜락 레코드 - 다넬 마틴
- 클라이언트 - 조시앙 발라스코
- Kromov - Andrey Razenkov
- The Dust of Time - 테오도로스 앙겔로플로스

### 아시안 익스트림
- 스프링 피버 - 로예
- Kara Kopekler Havlarken - 메멧 바하디르 에르 외1명
- 24 시티 - 지아장커
- 날고 싶은 눈 먼 돼지 - 에드윈
- 굿' 바이: Good & Bye - 타키타 요지로
- 너 없인 살 수 없어 - 대립인

### 단편영화
- Babette s'en va-t-en guerre - 크리스티앙 자크
- Utek ze stinu - Jiri Sequens
- 12 Madchen und 1 Mann - Hans Quest
- 안네의 일기 - 조지 스티븐스
- A Cry from the Streets - 루이스 길버트
- Jal Sansar - 사티야지트 레이
- 알트 위 원더풀? - 커트 호프만
- Jago hua savera - Aaejay Kardar
- La sentence - Jean Valere
- 인간의 운명 - 세르게이 본다르처크
- 히로시마 내 사랑 - 알랭 레네

### 러시아의 발자취
- 스프링 1941 - 울리 바르바시
- One war - Vera Glagoleva
- 토브럭 - 바츨라프 마르호울

### 모스크바 행복감
- 비비 - 핫산 엑타파나
- Trefa - 페트르 가르도스
- 애즈 갓 커맨즈 - 가브리엘 살바토레
- 뷰티 - 고토 토시오
- 리틀 모스크바 - 발데마르 크르지스텍
- 멜로디 포 더 바렐-오르간 - 키라 무라토바
- 버닝 무키 - 레나 채플린 외1명
- 제6병동 - 카렌 샤크나자로프
- 어리석은 뻬짜 - 니콜라이 도스탈
- 중재인 - 디토 친차체
- 더 미싱 퍼슨 - 노아 부쉘
- 노라없는 5일 - 마리아나 체닐로
- 크레이피시 - 이반 체르켈로프
- 해피 뉴 이어 - 크리스토프 샤웁
- 저녁의 게임 - 최위안
- 기적 - 알렉산드르 프로슈킨

### 과거로 부터의 폭풍.2차 세계대전 70년 후
- 라스베가스의 꿈 - 아미르 나데리
- The Other Irene - Andrei Gruzsniczki
- 제방의 저편 - 게오르게 오바슈빌리
- 루루 앤 지미 - 오스카 뢰러
- 호수 - 필립 그랑드리외
- 레이첼, 결혼하다 - 조나단 드미
- 세상에서 가장 행복한 소녀 - 라두 주데
- 피파 리의 은밀한 삶 - 레베카 밀러

### 인디안 파노라마
- 15 - Boris Missirkov 외14명
- A Farewell to Hemingway - 스베토슬라프 오브차로프
- 뒤집힌 크리스마스 트리 - 이반 체르켈로프 외1명
- 미국으로 보내는 편지 - 이글리카 트리포노바
- THE SEAMSTRESSES - Ludmil Todorov
- 취조 - 이글리카 트리포노바

### 파벨 룽긴 헌정
- BIlla - 비슌뉴바든
- 모든 아이들은 특별한 존재이다 - 아미르 칸
- 패션 - 마두르 반다카르
- Roots - Joseph Pulinthanath sdb
- 실크 사리 - 프리야다샨
- Chaturanga - 수만 먹호파드히야

### 시얌 베네갈 헌정
- 루나 파크 - 파벨 룽긴
- Tycoon - 파벨 룽긴
- 결혼 - 파벨 룽긴
- 택시 블루스 - 파벨 룽긴

### 저지 스콜리모우스키 헌정
- Mammo - 시얌 베네갈
- Conflict - 시얌 베네갈
- The Seventh Horse of the Sun - 시얌 베네갈
- The Making of the Mahatma - 시얌 베네갈
- 쥬베이다 - 시얌 베네갈
- Sardari Begum - 시얌 베네갈

### 하루튠 하차트리안 헌정
- 장벽 - 예르지 스콜리모프스키
- 부전승 - 예르지 스콜리모프스키
- 신원 미상 - 예르지 스콜리모프스키
- 딥 엔드 - 예르지 스콜리모프스키
- 출발 - 예르지 스콜리모프스키
- 안나와의 나흘 밤 - 예르지 스콜리모프스키

### 마코 페레리.패러독스
- White Town - 하루튠 하차트리안
- RETURN OF THE PROMISED LAND - 하루튠 하차트리안
- 리턴 오브 더 포이트 - 하루튠 하차트리안
- BORDER - 하루튠 하차트리안
- 다큐멘터리스트 - 하루튠 하차트리안
- LAST STATION - 하루튠 하차트리안

### 샤크나자로프의 목록
- 그랜드 부프 - 마코 페레리
- The Future Is Woman - 마코 페레리
- Dillinger Is Dead - 마코 페레리
- Diary of a Maniac - 마코 페레리
- The Ape Woman - 마코 페레리
- 어느 시인의 사랑 - 마코 페레리
- The Story of Piera - 마코 페레리
- Don't Touch the White Woman! - 마코 페레리
- The Last Woman - 마코 페레리
- Seeking Asylum - 마코 페레리
- 부부의 침대 - 마코 페레리
- The Seed of Man - 마코 페레리

### 사회주의자 Avant-gardizm.Part 2
- 뜨거운 것이 좋아 - 빌리 와일더
- 길 - 페데리코 펠리니
- 거울 - 안드레이 타르코프스키
- 폭군 이반 - 세르게이 M. 에이젠슈타인
- July Rain
- 안개 낀 부두 - 마르셀 까르네
- 자유의 환상 - 루이스 부뉴엘
- 로마 - 페데리코 펠리니
- 욕망의 모호한 대상 - 루이스 부뉴엘

### 조지 왕조 영화.맹세로부터 후회까지
- Veter - 알렉산드르 알로프 외1명
- Gosuderstvenny chinovnik - Ivan Pyryev
- Desyat shagov k vostoku - V.Zak 외1명
- Dorogoy tsenoy - Mark Donskoy
- Sergey Yutkevich - Sergey Yutkevich
- Nebyvalshchina - Sergey Ovcharov
- Odin iz nas - Gennady Poloka
- Odnazhdi nochyu - Grigory Kozintsev
- Pervorossiyane - Aleksandr Ivanov
- Prividenie, kotoroe ne vozvrashchaetsya - Abram Room
- Spasite utopayushchego - Pavel Arsenov
- Khabarda - Mikheil Chiaureli
- Khleb - Nikolay Shpikovsky
- Chistye prudy - Aleksey Sakharov
- Chudesnitsa - 알렉산더 메드베드킨
- Yunost nashikh otsov - Mikhail Kalik 외1명
- Iunyi Frits - Grigory Kozintsev 외1명

### 1959-2009
- Shekhvedra tsarsultan - Siko Dolidze
- Tsisperi mtebi anu daujerebeli ambavi - Eldar Shengelaya
- XIX saukunis qartuli qronika - Aleksandr Rekhviashvili
- Pitsi - Mikheil Chiaureli
- Oromtriali - Lana Gogoberidze
- Erti nakhvit shekvareba - Rezo Esadze
- Chveni ezo - Rezo Chkheidze
- 병사의 아버지 - Rezo Chkheidze
- Pastorali - 오타르 이오셀리아니
- Pirosmani - Giorgi Shengelaya
- Motsurave - Irakli Kvirikadze
- 참회 - 텐기즈 아불라제
- Ubedureba - Gela Kandelaki
- Cinema - Liana Eliava

### 상영작
- 501 - Jesper Maintz
- STILL - Rick Ostermann
- DIE ARCHIVES VON C.G. JUNG - Gemma Ventura
- X ON A MAP - Jeff Desom
- M? - Luis Antonio Pereira
- Danse Macabre - Pedro Pires
- SIVUTYO - Maria Kaurismaki
- DESCENDANT - Heiko van der Scherm
- Pyatnashki - Natalya Uglitskikh
- S CHETVERGA NA PIATNICU - Alla Kofman
- LA SAINT FESTIN - Annelaure Daffis 외1명
- SERENADE - Ruowen Yan
- 다음층 - 드니 빌뇌브